# Arquidiócesis de Belém do Pará
La arquidiócesis de Belém do Pará (en latín: Archidioecesis Belemen(sis) de Pará y en portugués: Arquidiocese de Belém do Pará) es una circunscripción eclesiástica latina de la Iglesia católica en Brasil, sede metropolitana de la provincia eclesiástica de Belém do Pará. La arquidiócesis tiene al arzobispo Julio Endi Akamine, S.A.C. como su ordinario desde el 6 de agosto de 2025.

## Territorio y organización

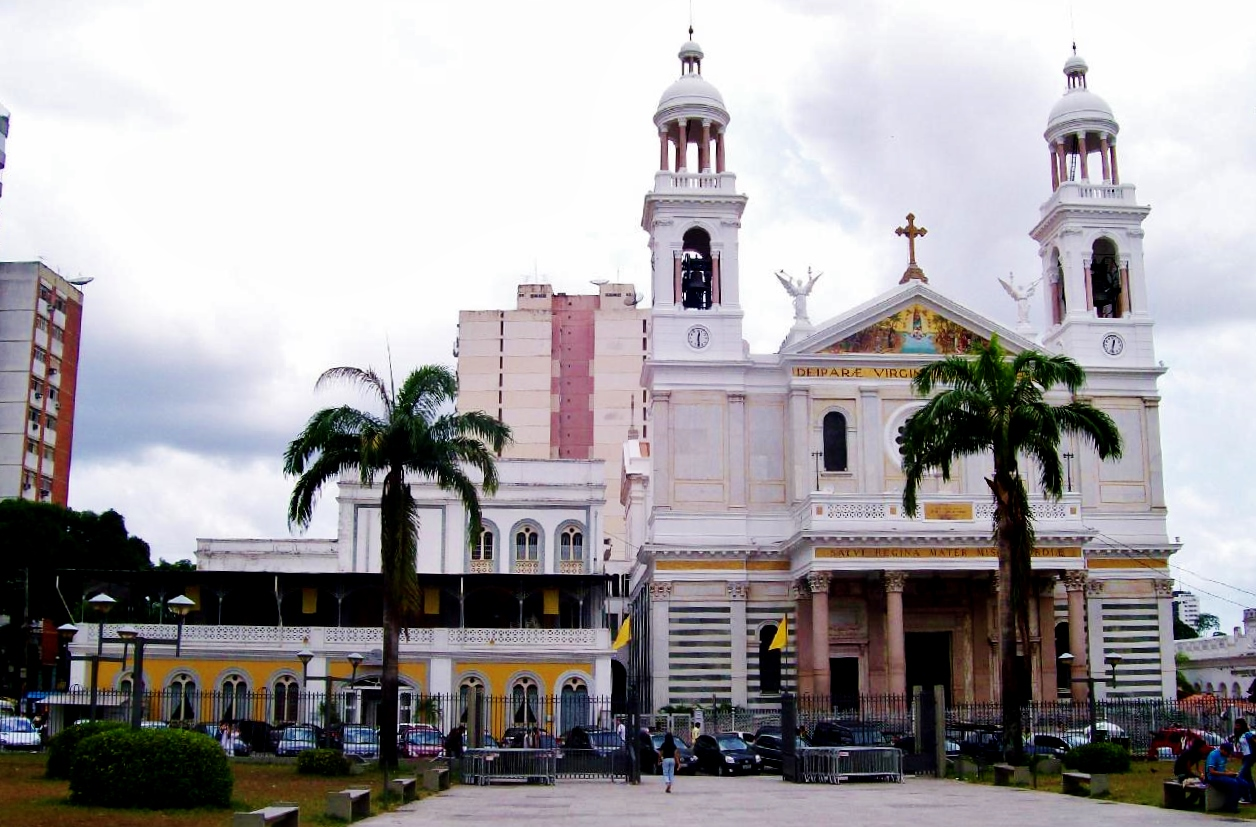
Basílica de Nuestra Señora de Nazaret

La arquidiócesis tiene 2082 km² y extiende su jurisdicción sobre los fieles católicos de rito latino residentes en 5 municipios del estado del Pará: Belém, Ananindeua, Benevides, Marituba y Santa Bárbara do Pará.
La sede de la arquidiócesis se encuentra en la ciudad de Belém, en donde se halla la Catedral de Nuestra Señora de Gracia y la basílica menor de Nuestra Señora de Nazaret.
En 2020 en la arquidiócesis existían 90 parroquias.
La arquidiócesis tiene como sufragáneas a las diócesis de: Abaetetuba, Bragança do Pará, Cametá, Castanhal, Macapá, Marabá, Ponta de Pedras y Santíssima Conceição do Araguaia y la prelatura territorial de Marajó.

## Historia
La diócesis de Belém do Pará fue erigida el 4 de marzo de 1720 con la bula Copiosus in misericordia del papa Clemente XI, obteniendo el territorio de la diócesis de São Luís do Maranhão (hoy arquidiócesis de São Luís do Maranhão).
Originalmente sufragánea del patriarcado de Lisboa, el 5 de junio de 1828, debido a la bula Romanorum Pontificum del papa León XII, pasó a formar parte de la provincia eclesiástica de la arquidiócesis de San Salvador de Bahía.
El 27 de abril de 1892 cedió una parte de su territorio para la erección de la diócesis de Amazonas (hoy arquidiócesis de Manaos) mediante la bula Ad universas orbis del papa León XIII.
El 21 de septiembre de 1903 cedió otra parte de su territorio para la erección de la prelatura territorial de Santarém (hoy arquidiócesis de Santarém) 
mediante el decreto Romani Pontifices de la Congregación Consistorial.
El 1 de mayo de 1906 fue elevada al rango de arquidiócesis metropolitana con la bula Sempiternam humani generis del papa Pío X.
Posteriormente ha cedido porciones de su territorio en varias ocasiones para la erección de nuevas circunscripciones eclesiásticas:
- la prelatura territorial de Santísima Conceição do Araguaia (hoy diócesis de Marabá) el 18 de julio de 1911;
- las prelaturas territoriales de Gurupi (hoy diócesis de Bragança do Pará) y de Marajó el 14 de abril de 1928, ambas mediante la bula Romanus Pontifex del papa Pío XI;[7] el 3 de febrero de 1934 cedió una ulterior porción de territorio a la prelatura territorial de Gurupi mediante el decreto Franciscus de la Congregación Consistorial;[8]
- la prelatura territorial de Xingú el 16 de agosto de 1934 mediante la bula Animarum bonum del papa Pío XI;[9]
- la prelatura territorial de Cametá (hoy diócesis) el 29 de noviembre de 1952 mediante la bula Providentissimi consilium del papa Pío XII;[10]
- la prelatura territorial de Abaeté do Tocantins (hoy diócesis de Abaetetuba) el 25 de noviembre de 1961 mediante la bula Quandoquidem novae del papa Juan XXIII;[11]
- la prelatura territorial de Ponta de Pedras (hoy diócesis) el 25 de junio de 1963 mediante la bula Animorum societas del papa Pablo VI;[12]
- la diócesis de Castanhal el 29 de diciembre de 2004 mediante la bula Ad efficacius providendum del papa Juan Pablo II.[13]

## Estadísticas
De acuerdo al Anuario Pontificio 2021 la arquidiócesis tenía a fines de 2020 un total de 2 210 020 fieles bautizados.
| Año                                                                             | Población | Población | Población      | Sacerdotes | Sacerdotes | Sacerdotes | Católicos por sacerdote | Diáconos permanentes | Religiosos | Religiosos | Parroquias y cuasiparroquias |
| Año                                                                             | Católicos | Total     | % de católicos | Total      | Diocesanos | Regulares  | Católicos por sacerdote | Diáconos permanentes | Masculinos | Femeninos  | Parroquias y cuasiparroquias |
| ------------------------------------------------------------------------------- | --------- | --------- | -------------- | ---------- | ---------- | ---------- | ----------------------- | -------------------- | ---------- | ---------- | ---------------------------- |
| 1949                                                                            | 990 000   | 1 000     | 99.0           | 84         | 21         | 63         | 11 785                  |                      |            | 279        | 48                           |
| 1958                                                                            | 689 200   | 719 283   | 95.8           | 85         | 35         | 50         | 8108                    |                      | 73         | 420        | 41                           |
| 1965                                                                            | 720 000   | 780 920   | 92.2           | 109        | 40         | 69         | 6605                    |                      | 98         | 434        | 36                           |
| 1970                                                                            | 780 000   | 813 418   | 95.9           | 119        | 32         | 87         | 6554                    | 2                    | 120        | 447        | 42                           |
| 1976                                                                            | 1 002 621 | 1 234 567 | 81.2           | 128        | 39         | 89         | 7832                    | 2                    | 119        | 412        | 50                           |
| 1977                                                                            | 1 110 000 | 1 238 000 | 89.7           | 116        | 40         | 76         | 9568                    | 9                    | 99         | 348        | 52                           |
| 1990                                                                            | 1 526 000 | 1 823 000 | 83.7           | 140        | 65         | 75         | 10 900                  | 47                   | 115        | 450        | 61                           |
| 1999                                                                            | 2 000     | 2 500 000 | 80.0           | 208        | 51         | 157        | 9615                    | 50                   | 249        | 438        | 75                           |
| 2000                                                                            | 2 000     | 2 500 000 | 80.0           | 141        | 63         | 78         | 14 184                  | 55                   | 161        | 498        | 77                           |
| 2001                                                                            | 2 030 000 | 2 500 000 | 81.2           | 168        | 69         | 99         | 12 083                  | 56                   | 154        | 508        | 80                           |
| 2002                                                                            | 2 058 000 | 2 535 000 | 81.2           | 169        | 68         | 101        | 12 177                  | 55                   | 169        | 510        | 80                           |
| 2003                                                                            | 2 091 281 | 2 734 842 | 76.5           | 172        | 69         | 103        | 12 158                  | 53                   | 179        | 445        | 83                           |
| 2004                                                                            | 2 119 558 | 2 712 542 | 78.1           | 172        | 67         | 105        | 12 323                  | 60                   | 183        | 441        | 83                           |
| 2005                                                                            | 1 704 000 | 2 068 836 | 82.4           | 134        | 48         | 86         | 12 716                  | ?                    | 162        | 328        | 52                           |
| 2006                                                                            | 1 503 302 | 2 042 530 | 73.6           | 132        | 46         | 86         | 11 388                  | 50                   | 160        | 391        | 54                           |
| 2012                                                                            | 1 544 000 | 2 125 000 | 72.7           | 194        | 105        | 89         | 7958                    | 84                   | 155        | 363        | 73                           |
| 2015                                                                            | 1 931 126 | 2 342 061 | 82.5           | 198        | 108        | 90         | 9753                    | 87                   | 163        | 399        | 84                           |
| 2018                                                                            | 1 845 040 | 2 181 600 | 84.6           | 217        | 115        | 102        | 8502                    | 144                  | 172        | 363        | 86                           |
| 2020                                                                            | 2 210 020 | 3 016 650 | 73.3           | 235        | 131        | 104        | 9404                    | 188                  | 175        | 364        | 90                           |
| Fuente: Catholic-Hierarchy, que a su vez toma los datos del Anuario Pontificio. |           |           |                |            |            |            |                         |                      |            |            |                              |

## Episcopologio

### Obispos de Belém do Pará
- Bartolomeu do Pilar, O.Carm. † (4 de marzo de 1720-7 de abril de 1733 falleció)
  - Sede vacante (1733-1738)
- Guilherme de São José Antonio de Aranha † (3 de septiembre de 1738-24 de abril de 1748 renunció)
- Miguel de Bulhões e Souza, O.P. † (24 de abril de 1748 por sucesión-24 de marzo de 1760 nombrado obispo de Leiria)
- João de São José de Queiroz da Silveira, O.S.B. † (24 de marzo de 1760-15 de agosto de 1764 falleció)
  - Sede vacante (1764-1771)
- João Evangelista Pereira da Silva, T.O.R. † (17 de junio de 1771-14 o 16 de mayo de 1782 falleció)
- Cayetano da Annunciação Brandão, T.O.R. † (16 de diciembre de 1782-29 de marzo de 1790 nombrado arzobispo de Braga)
- Manoel de Almeida de Carvalho † (21 de junio de 1790-30 de junio de 1818 falleció)
- Romualdo de Souza Coelho † (28 de agosto de 1820-15 de febrero de 1841 falleció)
  - Sede vacante (1841-1844)
- José Affonso de Moraes Torres, C.M. † (22 de enero de 1844-24 de septiembre de 1857 renunció)
  - Sede vacante (1857-1860)
- Antônio de Macedo Costa † (17 de diciembre de 1860-26 de junio de 1890 nombrado arzobispo de San Salvador de Bahía)
- Jerónimo Thomé da Silva † (26 de junio de 1890-12 de septiembre de 1893 nombrado arzobispo de San Salvador de Bahía)
- Antônio Manoel de Castilho Brandão † (7 de septiembre de 1894-22 de junio de 1901 nombrado obispo de Alagôas)
- Francisco do Rego Maia † (27 de noviembre de 1901-15 de marzo de 1906 renunció[15])
- José Marcondes Homem de Melo † (26 de abril de 1906-1 de mayo de 1906 nombrado arzobispo)

### Arzobispos de Belém do Pará
- José Marcondes Homem de Melo † (1 de mayo de 1906-6 de diciembre de 1906 renunció[16])
- Santino Maria da Silva Coutinho † (6 de diciembre de 1906-19 de enero de 1923 nombrado arzobispo de Maceió)
- João Irineu Joffily (Joffly) † (27 de marzo de 1924-1 de mayo de 1931 renunció[17])
- Antônio de Almeida Lustosa, S.D.B. † (10 de julio de 1931-19 de julio de 1941 nombrado arzobispo de Fortaleza)
- Jaime de Barros Câmara † (15 de septiembre de 1941-3 de julio de 1943 nombrado arzobispo de San Sebastián de Río de Janeiro)
- Mário de Miranda Villas-Boas † (10 de septiembre de 1944-23 de octubre de 1956 nombrado arzobispo coadjutor de San Salvador de Bahía[18])
- Alberto Gaudêncio Ramos † (9 de mayo de 1957-4 de julio de 1990 retirado)
- Vicente Joaquim Zico, C.M. † (4 de julio de 1990 por sucesión-13 de octubre de 2004 retirado)
- Orani João Tempesta, O.Cist.  (13 de octubre de 2004-27 de febrero de 2009 nombrado arzobispo de San Sebastián de Río de Janeiro)
- Alberto Taveira Corrêa (30 de diciembre de 2009 - 6 de agosto de 2025, renuncia)
- Julio Endi Akamine, S.A.C., desde el 6 de agosto de 2025, sucesión